# Osaka ABC Tower
Koordinaten: 34° 42′ 8,5″ N, 135° 29′ 9,1″ O

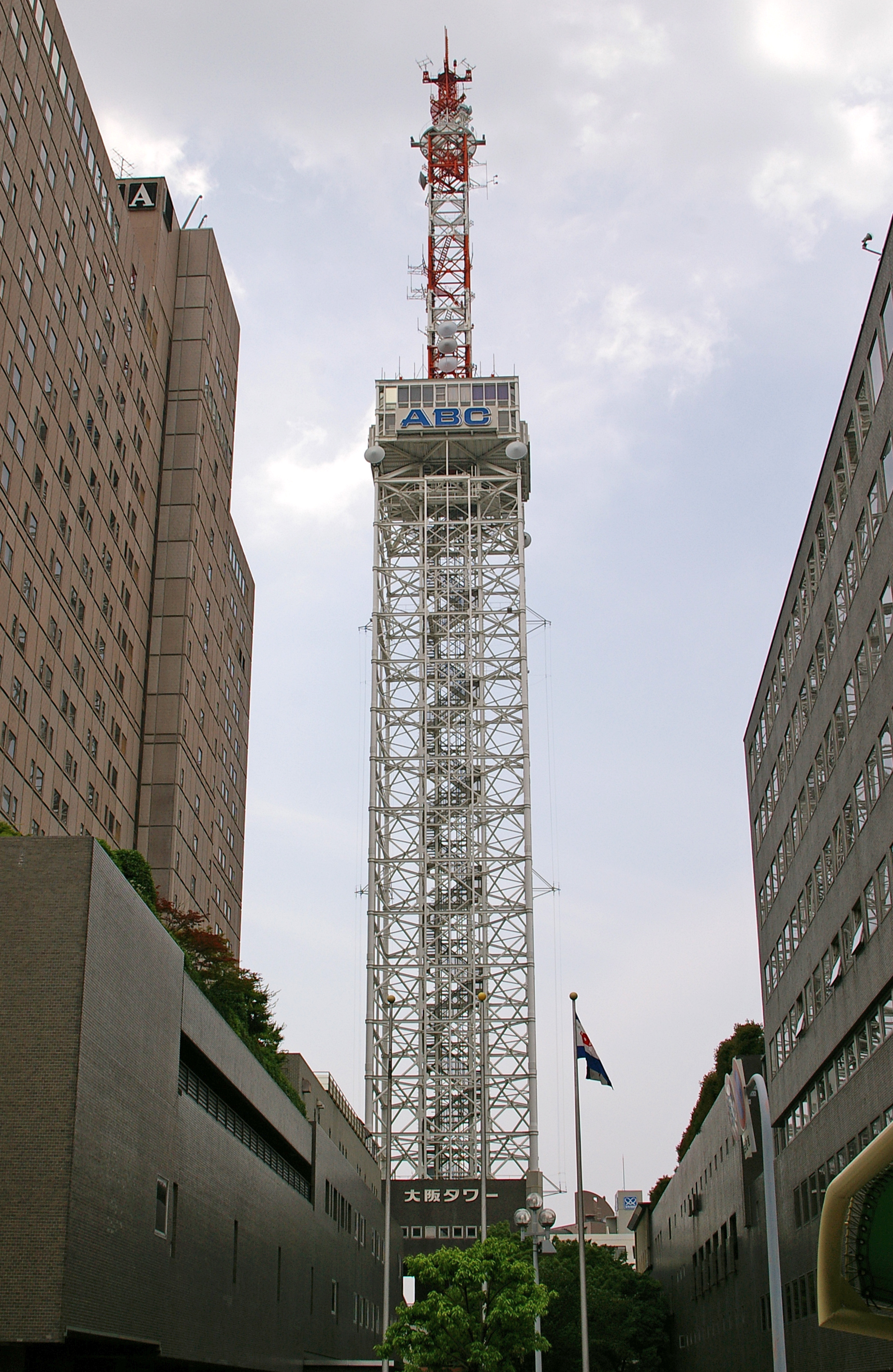
Osaka ABC Tower

Der Osaka ABC Tower ist ein 160 Meter hoher Stahlfachwerkturm in Osaka mit einer Aussichtsplattform in 120 Metern Höhe. Der Osaka ABC Tower wurde 1966 fertiggestellt. Er ist heute für den Publikumsverkehr geschlossen.